# Roberto Sardelli
Roberto Sardelli (Pontecorvo, 30 gennaio 1935 – Pontecorvo, 18 febbraio 2019) è stato un presbitero e scrittore italiano.
I padroni lo sanno bene e cercano di addormentarci.
Ci portano il vino, la televisione e i giradischi, macchine e altri generi di oppio. Noi compriamo e consumiamo.
Serviamo ad aumentare la ricchezza padronale e a distruggere la nostra intelligenza.»
(Scuola 725: Lettera al sindaco, Roma, 1968)
Sacerdote, maestro e scrittore vicino ai più umili, si è battuto per il riscatto esistenziale e morale dei baraccati di Roma, dopo essersi avvicinato alla pedagogia di don Lorenzo Milani. Impegnato per un rinnovamento morale e materiale della vita politica e sociale italiana, si è preso cura per lungo tempo di malati di Aids e si è inoltre occupato di danza praticando il flamenco tra i popoli rom e sinti dell'Andalusia.

## Biografia

### La vita in famiglia
Nato a Pontecorvo, nella bassa Ciociaria, nel 1935. Proveniente da una tipica famiglia meridionale di medio-alta borghesia terriera e di libero lavoro professionale, ricevette una severa educazione cattolica mai cedevole al bigottismo e all'esibizione del benessere, anzi attenta alla condizione degli ultimi. Ogni giorno, prima di sedersi a tavola per il pranzo veniva fatto recapitare a quattro famiglie povere del paese lo stesso pranzo, e non si cominciava a mangiare prima di essersi assicurati che tutti stessero facendo la stessa cosa.

### La formazione
Dopo una breve esperienza politica e lavorativa, nel 1960 è entrato in seminario, a Roma, dove è stato ordinato sacerdote nel 1965. Durante i suoi studi filosofici e teologici ha avuto modo di incontrare don Lorenzo Milani a Barbiana.
Per un lungo periodo soggiornò a Lione in Francia dove approfondì la conoscenza dei preti operai e lo studio di Teilhard de Chardin. Dopo pochi mesi di incarico parrocchiale presso la parrocchia di S. Policarpo passò, nel 1968, a vivere tra i baraccati dell'Acquedotto Felice dove fondò la Scuola 725.

### La scuola 725 nelle baracche dell'Acquedotto Felice

#### L'Acquedotto Felice nel dopoguerra
l'acqua nessuno può averla in casa. La luce illumina solo un quarto dell'Acquedotto.
Dove c'è la scuola si va avanti con il gas. 
L'umidità ci tiene compagnia per tutto l'inverno.
Il caldo soffocante l'estate.
I pozzi neri si trovano a pochi metri dalla nostre cosiddette abitazioni. Tutto il quartiere viene a scaricare ogni genere di immondizie a 100 metri dalle baracche.
Siamo in continuo pericolo di malattie. Quest'anno all'Acquedotto due bambini sono morti per malattie, come la broncopolmonite, che nelle baracche trovano l'ambiente più favorevole per svilupparsi»
(Scuola 725: lettera al sindaco, Roma, 1968)
Nell'autunno del 1968 don Sardelli fu inviato come collaboratore parrocchiale della parrocchia di San Policarpo, dove il parroco fu per circa venticinque anni Mons. Sisto Gualtieri. Fin dai primi giorni, tramite alcuni ragazzi chierichetti venne a sapere che a cento metri alle spalle della chiesa parrocchiale, lungo gli archi dell'Acquedotto Felice, c'era un nutrito insediamento di baraccati. La realtà non gli era sconosciuta, ma trovarsela a pochi metri dal suo impegno pastorale lo spinse ad approfondire la conoscenza e i bisogni dei baraccati. Questi erano dei migranti provenienti dalle regioni più povere del Sud Italia, (Sicilia, Calabria, Abruzzo e Basilicata) che a causa del loro bassissimo salario non potevano permettersi di pagare l'affitto.
Per alcuni giorni Don Roberto frequentò il borghetto e poi decise di fare una scelta radicale: andare a vivere con i baraccati .
Le “case” si snodavano lungo gli archi dell'Acquedotto le cui mura, da una parte e dall'altra, offrivano un sicuro sostegno alla fragilità e provvisorietà delle altre. Davanti ad ogni baracca era stato ricavato un piccolo giardinetto per la coltivazione degli ortofrutticoli necessari per la famiglia. Spesso in questi piccoli spazi che, nelle loro dimensioni, riproducevano la loro cultura agricola, si organizzavano anche piccoli allevamenti di conigli e polli funzionali alla modesta e precaria economia domestica. Nello stesso spazio veniva scavato un pozzo nero per il sovrastante bagno.

#### La battaglia dell'acqua
Sulla testa di tutti scorreva abbondante l'acqua che alimentava la zona di Piazza di Spagna, ma le donne dell'Acquedotto Felice, non potevano servirsene e ogni giorno andavano a fornirsene a una pubblica fontanella su via Lemonia con grossi secchi di plastica. Solo la baracca di Antonia poteva vantarsi di avere l'acqua in “casa”. Cosa era successo? Racconta lo stesso don Roberto: 
Spesso d'inverno, quando i viottoli d'accesso al borghetto si riempivano di fango i medici si rifiutavano di venire a visitare i malati. Le malattie reumatiche erano comuni, e alcuni ragazzi portavano in tasca le pasticche di nisidina per lenire i dolori articolari. 
Il quartiere guardava gli abitanti delle baracche con ostilità e circospezione. Si arrivò al punto che una sera una ruspa chiuse l'unico viottolo che collegava il borghetto con via Lemonia e il resto del quartiere. Quando i baraccati si organizzarono con pala e piccone per rendere di nuovo agibile la strada furono accolti dagli insulti che piovevano dai palazzi circostanti.

#### La scuola
Don Roberto si informò in modo particolare della situazione dei ragazzi. Quasi tutti frequentavano la vicina scuola pubblica sia elementare che media, ma segnati dal disagio sociale, ne venivano anche emarginati.
Molti rifluivano nelle classi differenziali che erano il grado più basso di scolarizzazione offerto: insegnanti scadenti e poveri di motivazione, classi ricavate in spazi ristretti e provvisori. La scuola non si faceva carico della condizione in cui i ragazzi vivevano. Lo svolgimento del programma era al centro del loro impegno. Se, ad esempio una ragazzina, alla fine dell'anno, compiuti i 6 anni, non sapeva leggere, per lei c'era o la bocciatura o la classe differenziale. Per chi rimaneva indietro e non sapeva né leggere né scrivere c'era addirittura lo stigma del ritardo mentale a condannarlo ed emarginarlo.
Altri, pochi, che tentavano l'accesso alla scuola secondaria, venivano esplicitamente invitati a uscirne dagli stessi professori e a cercarsi un lavoretto come garzoncello in qualche negozio di “vini e olii”. Per questi motivi la scuola diventava per i ragazzi un vero e proprio tormento al quale si assoggettavano fino a che potevano per poi abbandonare prematuramente gli studi, proprio a causa della discriminazione a cui erano sottoposti.
I giovani della parrocchia, in quegli anni di risveglio sociale (erano gli anni sessanta), pensarono di organizzare un doposcuola, per colmare dal punto di vista nozionistico, i vuoti della scuola pubblica. Don Roberto si accorse subito che non era questo il tipo di intervento di cui il borghetto, nel suo insieme, aveva bisogno.
I ragazzi dovevano essere motivati dall'avventura del sapere inteso come mezzo per il loro riscatto sociale e culturale. Lo spazio scolastico doveva essere il loro spazio comune, dove il rendersi coscienti della situazione di emarginazione in cui erano costretti a vivere, era la via per uscirne con dignità e a testa alta.
Nacque così la Scuola 725, dal numero della baracca che la ospitava (la baracca 725). Gli stessi ragazzi ne curavano la pulizia e il giardinetto antistante.
Nella baracca 725 si restava fino alle ore 20 e d'inverno già alle 16 imbruniva. Non si aveva l'elettricità e si cominciò a farsi luce accendendo alcuni mozziconi di candela. Poi, preoccupati di migliorare la situazione, si passò all'uso dell'acetilene che alimentava una luce più chiara, ma disturbava la vista.
Si pensò e si comprò un accumulatore, ma bisognava portarlo in officina per la ricarica molto spesso. Alla fine ci si organizzò per un allaccio abusivo alla vicina cabina ACEA per cui furono tutti denunciati.
Quindi con maggiore tranquillità ci si poteva dedicare a quel lavoro didattico e pedagogico che superava, inglobandolo, il sapere nozionistico. 
Ogni giorno il giornale veniva portato in classe e si squadernava sotto gli occhi dei ragazzi la realtà di quegli anni: Avola, Battipaglia, il Vietnam, la Cina, il Nord-Est brasiliano, le lotte degli edili romani, la lotta per la casa, i temi dell'emarginazione che affliggevano gli stessi baraccati. I ragazzi conobbero anche le grandi figure di Gandhi e di Malcolm X, e con essi anche la conoscenza della musica e del cinema diventarono tutti elementi che ci arricchivano e davano un'anima al processo formativo che coinvolgeva tutti e in questo senso cadeva la separazione tra cattedra e banchi, tutti sedevano seduti intorno ad un tavolo intenti a conoscere nei minimi particolari la realtà che ci circondava e in cui tutti, maestro ed alunni, vivevano.

#### La nascita della “Lettera al Sindaco” e il libro “Non Tacere”
I ragazzi stessi, leggendo il giornale, sceglievano una notizia su cui desideravano discutere di più. Le riflessioni successivamente confluivano sul quindicinale “Scuola 725” che veniva battuto a macchina, ciclostilato e distribuito dai ragazzi stessi. Attualmente i numeri di questo giornale sono raccolti in quattro grossi volumi che riflettono la ricca varietà degli argomenti e la cronaca della vita del borghetto.
Il tempo della riflessioni era frequentato da tutti, da bambini di 8 anni come da adolescenti di 15. Certo, il lavoro era complesso, difficoltoso e severo; i tempi si raddoppiavano perché bisognava fare lo sforzo di volgarizzare al massimo l'argomento e renderlo attraente servendosi di un linguaggio narrativo e dialogante, passando per il disegno in cui i ragazzi cercavano di tradurre in immagine un concetto.
Con questa metodologia si scrisse, durante 10 mesi, la Lettera al sindaco e il libro Non Tacere. Per un anno intero don Roberto e i suoi ragazzi studiarono il libro di testo della scuola pubblica e allorché ne rilevarono l'estraneità dalla loro vita, decisero di scriversene uno da soli. Il libro suscitò grande scandalo nella città di Roma. Anche la Rai si interessò al fatto, ricavandone un servizio giornalistico (di cui si possono vedere stralci nel documentario Non Tacere di Fabio Grimaldi). Anche il noto sociologo Franco Ferrarotti incontrò don Roberto e i ragazzi della scuola 725, nel suo lavoro di documentazione sulle periferie .

### L'attività giornalistica e sociale nelle comunità cristiane di base
Dopo lo sgombero della bidonville nel 1973 don Roberto si dedicò ad un lavoro agricolo e giornalistico. Dal 1975 è stato editorialista di Paese Sera, l'Unità e Liberazione oltre che collaboratore di molte riviste del mondo cattolico.
I suoi interventi si focalizzavano su una riflessione critica dei costumi che si andavano sempre più radicando nella società italiana negli anni settanta, e che poi sarebbero diventati maggioritari in tutta la popolazione: il consumismo sfrenato, il declino dell'etica pubblica e della tensione utopica, l'intolleranza per il diverso e i più deboli. Don Roberto affrontò quei problemi che altri intellettuali facevano finta di non vedere, con l'eccezione di pochi (tra cui va sicuramente menzionato Pier Paolo Pasolini). 
In seguito gli articoli di Don Roberto sono virati verso un commento sulla politica che si andava velocemente verticalizzando riducendo così gli spazi della democrazia, e su una situazione ecclesiale post-conciliare tesa ad una pericolosa ricostantinizzazione della Chiesa.
All'indomani del Convegno sui mali di Roma (1974) insieme ad altri cristiani di Roma, preoccupati della gestione del convegno stesso, convocò un incontro dal nome “Oltre il convegno” in cui si ribadiva la necessità di un rinnovamento strutturale dell'organizzazione ecclesiastica, la fine di una pastorale impostata sulla sacramentalizzazione di massa e un ritorno alla dimensione evangelica storicizzata e resa credibile da una scelta dei padri della Chiesa, non solo votata alla beneficenza, ma portatori di diritti e proposte per la vita stessa della comunità pastorale.

### La danza
Nel 1982 fondò e diresse lo Studio Flamenco per un approccio adeguato alla realtà Rom, seguendo le tracce della danza. Insieme ad un gruppo di giovani lavorò lungamente intorno alla produzione di una "riflessione danzata" sul tema dell'esistenza umana intitolata Noxploratusmane (della notte, del pianto, dell'aurora). Purtroppo il progetto rimase incompiuto.

### La cura dei malati di Aids
Dal 1989 al 1998 Roberto seguì negli ospedali la vicenda tragica degli ammalati di Aids. Anche qui come con la Scuola 725 cercò di dare valenza teologico-morale alla sofferenza di un mondo che in quei primi anni della malattia era popolata dalla fasce più deboli della società: omosessuali e travestiti. Stando al fianco dei malati terminali, afflitti da questo terribile (e allora incurabile) male, don Roberto arrivò alla conclusione che si dovevano rivedere totalmente le categorie teologico-morali che avevano creato ghettizzazioni ed esclusioni. Bisognava restituire agli ultimi il loro potere propositivo. Ma fu proprio questa convinzione a far sì che nessuna parrocchia romana lo invitasse a raccontare la sua esperienza di cura dei malati di Aids, giacché era pensiero diffuso che questo terribile male fosse proprio solo di reietti della società che in fin dei conti “si erano andati a cercare loro stessi questo male” con il loro comportamento.

### Il Documentario “Non tacere”
(Ernst Bloch)
Nel 2005 insieme al regista Fabio Grimaldi e alla casa di produzione cinematografica Blue Film, Don Roberto Sardelli incominciò a lavorare per creare un film documentario sulla vicenda della Scuola 725. Da questo lavoro, nel 2008, nacque il film Non Tacere che ha vinto premio come miglior documentario al Festival Arcipelago, è stato inserito nella selezione ufficiale del Festival del Cinema di Roma ed anche patrocinato dalla provincia di Roma .
La diffusione del documentario è continuata negli anni a venire attraverso una rete di scuole superiori, anche con l'intervento dello stesso don Roberto Sardelli, attraverso dibattiti e confronti con ragazze e ragazzi sui temi enucleati dal documentario: l'emarginazione, le nuove povertà, il ruolo della fede e la testimonianza cristiana, la necessità di un impegno etico e politico nella società di oggi ecc. Inoltre il documentario è stato diffuso anche oltre i confini di Roma e nei circoli Arci in tutta Italia .

### Il Gruppo Non taceree la nuova Lettera al sindaco del 2007Per continuare a "Non Tacere"
("Per continuare a Non Tacere", 2007)
Durante le riprese del documentario tutti gli allievi di Don Roberto e i suoi collaboratori, dopo quarant'anni dall'abbattimento delle baracche, si riunirono per rievocare i fatti e gli aneddoti legati alla vicenda della Scuola 725 di cui erano stati protagonisti. Questo incontro fece nascere in molti la voglia di impegnarsi nuovamente, così come avevano fatto anni prima, in favore delle classi subalterne. A quarant'anni di distanza dalla prima lettera al sindaco, le donne e gli uomini che crebbero e si formarono nelle baracche dell'Acquedotto Felice decisero, nel 2007, di scrivere una nuova lettera dal titolo Per continuare a Non Tacere, contributo per un rinnovato governo della città. Il documento è stato pubblicato interamente sul quotidiano Liberazione  e ha avuto ampia diffusione nel territorio metropolitano di Roma.
Il documento Per continuare a Non Tacere è stato anche oggetto di polemica sui giornali, ha acceso numerose discussioni, come quella di Piero Sansonetti sulla stessa Liberazione , e in tante occasioni è stato presentato e dibattuto insieme al film “Non Tacere”. Nell'estate del 2007 anche l'allora sindaco Walter Veltroni accolse in Campidoglio don Roberto Sardelli e il neonato Gruppo Non Tacere. Tuttavia il colloquio si risolse in un nulla di fatto, a causa della divergenza di idee rispetto al problema delle periferie romane e alla visione della politica come bene comune da costruire dal basso .

## Opere
- Scuola 725, Non tacere, 2ª ed., Firenze, Libreria Editrice Fiorentina, 2020  [1971], ISBN 9788865001745.
- Lettera ai cristiani di Roma Edizioni Ora Sesta 1974;
- Roma: una chiesa una città, Edizioni Borla 1977;
- Roberto Sardelli, In borgata, 1ª ed., Firenze, Edizioni Nuova Guaraldi, 1980.
- Roberto Sardelli, Vita di borgata. Storia di una nuova umanità tra le baracche dell'acquedotto Felice a Roma, Calimera, Kurumuny, 2013, ISBN 9788895161921. (ristampa del libro In borgata del 1980, Edizioni Nuova Guaraldi)
- Le margherite sono le nuvole del prato, Rubbettino 1998;
- L'orecchio di Dioniso, Iride Rubbettino 2004
- Il danzatore, Iride Rubbettino 2007;
- Roberto Sardelli e Massimiliano Fiorucci, Dalla parte degli ultimi. Una scuola popolare tra le baracche di Roma, (prefazione di Alessandro Portelli), Roma, Donzelli, 2020, ISBN 9788855220439.

## Filmografia
- Non tacere di Fabio Grimaldi, prodotto dalla BluFilm, 2007
- Sotto un cielo di piombo di Tomi Mellina Bares e Vincenzo Farenza, prodotto da Massimo Sestili e Fondazione archivio audiovisivo del movimento operaio e democratico, 2017